# Казилина Ест/Овест (Фрозиноне)
Казилина Ест/Овест је насеље у Италији у округу Фрозиноне, региону Лацио.
Према процени из 2011. у насељу је живело 6 становника. Насеље се налази на надморској висини од 114 м.